# Ermentruda (filla de Lluís el Tartamut)
Ermentruda, nascuda vers 875 i morta en data desconeguda, fou una princesa carolíngia filla de Lluís el Tartamut rei de França, i de la seva primera esposa Ansgarda de Borgonya, filla d'Harduí de Borgonya.
No se sap amb certesa qui fou el seu marit, però podria ser Eberard de Sulichgau. Va tenir dues filles :
- Cunegunda, casada vers el 909 amb Wigeric de Bidgau (890 - 919), comte de Bidgau i comte palatí de Lotaríngia, i després el 922 amb Ricuí, comte de Verdun († 923).
- Judith de Sulichgau (?) casada amb Arnulf I de Baviera